# 埃莱娜·吉利
埃莱娜·吉利（義大利語：Elena Gigli，1985年7月9日—），意大利女子水球运动员。她曾代表意大利参加2004年、2008年和2012年夏季奥林匹克运动会水球比赛，其中2004年奥运会收获一枚金牌。